# OSCAR 27
AMRAD OSCAR 27, AO-27 ist eine amerikanische Amateurfunknutzlast, an Bord von EYESAT-1, auch EYESAT A  die von Funkamateuren der Organisation AMRAD (Amateur Radio Research and Development Corporation) entwickelt und gebaut wurde. Der Satellit trägt einen Digipeater und ein Amateurfunkrelais für FM-Sprechfunk.

## Mission
Der Satellit wurde am 26. September 1993 als Sekundärnutzlast mit einer Ariane-4-Rakete im Weltraumbahnhof Kourou gemeinsam mit SPOT-3, Stella, Healthsat 2, KitSat 2, Itamsat und PoSAT-1 gestartet. Nach dem erfolgreichen Start erhielt der Satellit die OSCAR-Nummer 27 zugewiesen.
Am 15. Februar 2006 wurde über AO-27 ein Entfernungsrekord über 5119 km zwischen den Stationen WD9EWK in Scottsdale, Arizona, DM33xl und VO1ONE in Mount Pearl, Kanada, GN37om registriert.
Nach 19 Jahren Betrieb fiel der Satellit am 5. Dezember 2012 aus. Seit 2020 ist er jedoch wieder aktiv und der FM-Repeater steht in Intervallen von je 4 Minuten zum Teil zur Verfügung.

## Frequenzen
- Uplink:    145,850 MHz
- Downlink:  436,795 MHz